# Казаков, Александр Анатольевич
Александр Анатольевич Казаков (род. 22 апреля 1974, Воскресенск, Московская область) — советский и российский хоккеист, нападающий, мастер спорта России.

## Биография
Воспитанник воскресенского «Химика», играл за команду в сезонах 1991/92 — 1995/96, также выступал за «Вятич» Рязань (1991/92), «Марс» Тверь (1992/93), «Сокол» Луховицы (1993/94). В сезонах 1996/97 — 1999/2000 играл за СКА-«Амур» / «Амур» Хабаровск. В сезоне 2005/06 провёл 9 матчей за «Рязань».